# Руско-турски рат (1787—1792)
Руско-турски рат био је неуспешан покушај Османског царства да поврати територије изгубљене у претходном Руско-турском рату (1768—1774). Овај сукоб одвијао се истовремено с Аустријско-турским ратом (1787—1791).

## Рат
Тријумфална војна парада 1786, коју је приредила руска царица Катарина II у тек анектираном Криму у друштву свог савезника аустријског цара, Јосифа II, били су за Османско царство кап која је прелила чашу. Јавност у Истанбулу, тражила је рат сматрајући да је тиме прекршен Кучуккајнарџијски мир. Подгрејаној ратној атмосфери доприњели су и британски и француски дипломати, дајући безусловну подршку странкама наклоњеним рату у Русији.
Рат је 1788, објавио руски амбасадор у Истанбулу, Јаков Булгаков (због тога је бачен у тамницу). Турци су у рат ушли недовољно припремљени, и несвесни чињенице да су Аустрија и Царска Русија постали савезници, тога су постали свесни тек кад се рат разбуктао. У почетку рата Османско царство успело је одбацити Аустријанце из Мехадије (Румунија) и повратити Банат (1789), али је губило у Молдавији, где је руски фелдмаршал Румјанцев заузео твђаве Јаши и Хотин. Након дуге зимске опсаде пао је и град Очаков у руке кнеза Потемкина. Вест о паду Очакова толико је потресла султана Абдул Хамида I да је због тога умро.
Турски команданти били су неспособни, а војска недисциплинована, тако да су напади на молдавске тврђаве и територије Бендер и Измаил пропали. На другој страни Аустријанци су успели заузети Београд. А неосвојиву тврђаву Измаил заузео је Суворов изненадним нападом пешадије и артиљерије. Ушаков потапао је турске бродове у биткама код Фидонисија, Тендре, Керчког мореуза и рта Калиакра. Падом града Анапа у руке Ивана Гудовича завршена је серија турских војних пораза.
Млади султан Селим III који је тек ступио на власт, жарко је желео да врати углед земље, па му је хитно била потребна нека
победа пре доношења мира, али његова војска покопала му је све наде. Због тога је 31. јануара 1790, потписао Уговор о одбрани са Пруском, али ни му ни то није помогло у рату.
Након тога био је присиљен потписати Уговор из Јашија с Русијом 9. јануара 1792. По том уговору Русија је анектирала 1783. Крим. Једисан Хачибег и Очаков, а река Дњестар постала је граница између Русије и Османског царства у Европи. Статус реке Кубањ, на азијској граници остао је непромењен.